# Mistrzostwa Świata w Kajakarstwie Górskim 2005
29. Mistrzostwa świata w kajakarstwie górskim odbyły się w dniach 29 września-3 października 2005 w australijskim Penrith. Zawodnicy rywalizowali ze sobą w siedmiu konkurencjach: czterech indywidualnych i trzech drużynowych.

## Końcowa klasyfikacja medalowa
| Miejsce | Państwo         | Złoto | Srebro | Brąz | Razem |
| ------- | --------------- | ----- | ------ | ---- | ----- |
| 1       | Niemcy          | 2     | 2      | 1    | 5     |
| 1       | Francja         | 2     | 2      | 1    | 5     |
| 3       | Słowacja        | 1     | 1      | 2    | 4     |
| 4       | Czechy          | 1     | 0      | 1    | 2     |
| 5       | Nowa Zelandia   | 1     | 0      | 0    | 1     |
| 6       | Wielka Brytania | 0     | 1      | 0    | 1     |
| 6       | Włochy          | 0     | 1      | 0    | 1     |
| 8       | Austria         | 0     | 0      | 1    | 1     |
| 8       | Słowenia        | 0     | 0      | 1    | 1     |

## Medaliści
| Konkurencja:           | Złoto:                                                            | Srebro:                                                             | Brąz:                                                              |
| C-1 mężczyzn           | Robin Bell                                                        | Tony Estanguet                                                      | Michal Martikán                                                    |
| C-1 drużynowo mężczyzn | Francja · Olivier Lalliet · Pierre Labarelle · Tony Estanguet     | Niemcy · Nico Bettge · Stefan Pfannmöller · Jan Benzien             | Czechy · Tomáš Indruch · Jan Mašek · Stanislav Ježek               |
| C-2 mężczyzn           | Niemcy · Christian Bahmann · Michael Senft                        | Słowacja · Milan Kubáň · Marián Olejník                             | Niemcy · Marcus Becker · Stefan Henze                              |
| K-1 mężczyzn           | Fabian Dörfler                                                    | Fabien Lefèvre                                                      | Peter Cibák                                                        |
| K-1 drużynowo mężczyzn | Francja · Julien Billaut · Fabien Lefèvre · Benoît Peschier       | Włochy · Pierpaolo Ferazzi · Matteo Pontarollo · Daniele Molmenti   | Słowenia · Andrej Nolimal · Dejan Kralj · Peter Kauzer             |
| K-1 kobiet             | Elena Kaliská                                                     | Mandy Planert                                                       | Peggy Dickens                                                      |
| K-1 drużynowo kobiet   | Czechy · Irena Pavelková · Marcela Sadilová · Štěpánka Hilgertová | Wielka Brytania · Heather Corrie · Kimberley Walsh · Laura Blakeman | Austria · Julia Schmid · Corinna Kuhnle · Violetta Oblinger-Peters |